# Lamprosomatinae
Lamprosomatinae es una pequeña subfamilia de coleópteros de la familia Chrysomelidae. Las larvas de esta subfamilia y de Cryptocephalinae usan su materia fecal como escudo de protección y se las agrupa informalmente en Camptosomata.
Hay 200 especies en 12 géneros y en 3 tribus. Se las encuentra en todo el mundo, con mayor variedad en la región neotropical.

## Géneros
- Lamprosoma Kirby, 1818
- Oomorphoides
- Oomorphus Curtis, 1831